# Simulium mie
Simulium mie är en tvåvingeart som beskrevs av Kazuo Ogata och Sasa 1954. Simulium mie ingår i släktet Simulium och familjen knott. Inga underarter finns listade i Catalogue of Life.